# Alex Wrubleski
Alexandra „Alex“ Wrubleski (* 31. Mai 1984 in Regina) ist eine kanadische Radrennfahrerin.
Dreimal wurde Alex Wrubleski kanadische Meisterin im Radsport: 2006 und 2008 im Straßenrennen sowie 2006 im Einzelzeitfahren, 2008 wurde sie in dieser Disziplin Dritte.
2008 startete Wrubleski bei den Olympischen Spielen in Peking, wo sie 50. im Straßenrennen und 24. im Einzelzeitfahren wurde. Bei den UCI-Straßen-Weltmeisterschaften 2008 in Varese belegte sie Rang neun.